# ألفرد هنري لويس
ألفرد هنري لويس (بالإنجليزية: Alfred Henry Lewis)‏ (20 يناير 1855، كليفلاند في الولايات المتحدة - 23 ديسمبر 1914، مانهاتن في الولايات المتحدة)؛ محامي، صحفي وروائي أمريكي.

## روابط خارجية
- ألفرد هنري لويس على موقع IMDb (الإنجليزية)
- ألفرد هنري لويس على موقع الموسوعة البريطانية (الإنجليزية)